# Amours de Jupiter dans l'art
 (août 2024).
Si vous disposez d'ouvrages ou d'articles de référence ou si vous connaissez des sites web de qualité traitant du thème abordé ici, merci de compléter l'article en donnant les références utiles à sa vérifiabilité et en les liant à la section « Notes et références ».
Les nombreuses amours de Jupiter constituent un thème récurrent dans l'art, tant antique que moderne. Les noms utilisés sont les noms romains, étant donné que ce sont ceux qui sont les plus couramment utilisés dans les titres des œuvres. Les équivalents grecs pourront être trouvés dans les articles concernant les divinités elles-mêmes, ainsi qu'un certain nombre de renseignements sur les histoires les concernant mais ne se rattachant pas directement au thème des amours de Jupiter. 

## Iconographie de Jupiter

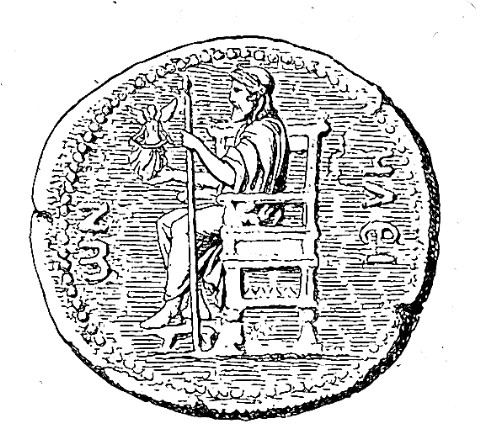
Monnaie représentant Zeus avec certains attributs : barbe, sceptre, et portant une nikè.

Jupiter, dieu des dieux, est souvent représenté dans l'art, et peut être identifié par ses différents attributs : 
- l’aigle,
- la barbe,
- le foudre,
- le sceptre,
- etc.

## Jupiter et Junon
Junon est l'épouse légitime de Jupiter, avec lequel elle a eu plusieurs enfants : Juventas, Lucine, Mars et Vulcain. Toutefois, elle est surtout représentée comme la persécutrice des amantes et des enfants illégitimes de son mari.
Ses attributs sont : 
- la ceinture
- le diadème (iconographie antique)
- la grenade
- le paon

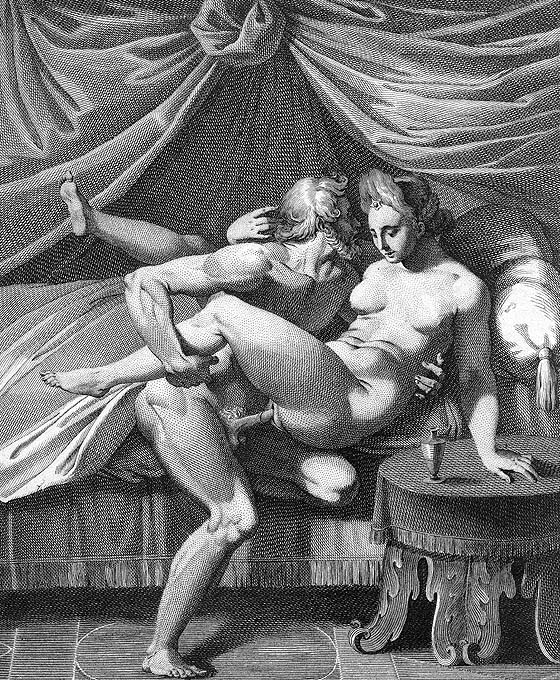
Jupiter et Junon, estampe d'Agostino Carrache

- le pôlos (en), une coiffure cylindrique (iconographie antique)
- le trône
- le sceptre

Dans l'Antiquité, le couple Jupiter-Junon est parfois représentée en position de hiérogamie, c'est-à-dire de mariage sacré, notamment sur une métope du temple d'Hera à Sélinonte, datée de 470 av. J.-C. et conservée actuellement au musée archéologique de Palerme. Par contre, dans l'art moderne, ce trait de la déesse est très rarement représenté, alors qu'on la voit fréquemment dans le ciel, identifiée par un paon, assister aux amours de son mari infidèle. On peut citer cependant un tableau du Corrège (v. 1520, Chambre de saint Paul à Parme) où la déesse est représentée châtiée par son époux, suspendue au ciel par les bras et supportant des enclumes aux pieds. Ce châtiment, décrit dans l’Iliade, punissait alors Junon pour avoir persécuté le héros Hercule, fils de Jupiter. 

« Ne te souviens-tu pas du jour où tu fus suspendue dans les airs ? J'avais à tes pieds attaché deux enclumes et autour de tes mains j'avais jeté une chaîne d'or infrangible. Tu restais suspendue dans l'air et les nuages. »

— Homère, Iliade, chant XV (traduction de Mario Meunier)

## Autres amours divines de Jupiter
Dans l'Olympe, Jupiter connaît des amours avec plusieurs déesses, appartenant parfois à sa famille proche. Si ces amours divines sont rarement représentées, à la période antique comme à la période moderne, les histoires qui y en découlent constituent un sujet très apprécié des artistes. 

### Métis
Fille de l'Océan et de Thétis, Métis est une titanide. Gaïa et Ouranos ayant prédit à Jupiter que son petit-fils le détrônerait, celui-ci avale sa compagne, et donne naissance à Minerve, qui sort toute armée de son crâne.
Cette représentation de la naissance de Minerve est assez fréquente dans l’art antique, par exemple sur l’exaleiptron ou pyxis du peintre C (musée du Louvre). Chez les modernes, cette iconographie est beaucoup plus rare.

### Thémis
Également titanide, Thémis est la seconde épouse divine de Jupiter, selon certaines sources. Avec lui, elle donne naissance à de nombreuses entités divines comme les Parques, et les Saisons. 

### Eurynomé
Cette autre fille de l’Océan donne naissance aux trois grâces, Aglaé, Euphrosine et Thalie. Si sa liaison avec Jupiter n’est pratiquement pas représentée, il faut souligner la fréquence des œuvres où apparaissent les grâces, tant dans l’art antique que dans l’art moderne.
Pour les antiques (Sénèque), les Grâces représentaient les trois aspects du don : donner, accepter et rendre. Leur représentations chez les grecs (avant la période hellénistique) est généralement composée comme un cortège de femmes habillées. Il faut attendre le IVe siècle av. J.-C. pour qu’apparaisse et s’impose le modèle de déesses nues, vues de dos pour celle du centre et de face pour les deux autres. De nombreux groupes de marbre, copies les uns des autres, permettent la diffusion de ce modèle, mais on le trouve aussi dans les fresques pompéïennes.
Chez les modernes, la symbolique des grâces est renouvelée : celles-ci deviennent les incarnation de la chasteté, de la beauté et de l’amour. En Italie, on les retrouve aussi bien chez Botticelli (Le Printemps, 1477-78, musée des Offices à Florence – remarquer qu’elles sont –légèrement- vêtues) que chez Raphaël ou Le Corrège, pour ne citer que les plus célèbres. Le thème a beaucoup inspiré Rubens, qui les a peintes à quatre reprises, mais de manière beaucoup plus charnelle que ne le faisaient les Italiens. Les sculpteurs ne sont par ailleurs pas en reste : Germain Pilon ou Antonio Canova ne se privent pas de représenter ces trois nus.

### Mnémosyne
Les neuf nuits d'amour que connurent Jupiter et Mnémosyne, déesse de la mémoire, entraînèrent la création des neuf muses. Comme pour Eurynomé, les représentations de la liaison entre Jupiter et Mnémosyne sont rares, mais celles de muses extrêmement répandues dès les périodes classiques et hellénistiques de l'art grec. Elles peuvent être représentées toutes les neuf ou par petits groupes, seules ou accompagnées d'Apollon… La Renaissance a beaucoup apprécié ce thème, qui s'est poursuivi dans les siècles suivants. Citons notamment le Cabinet des muses, peint par Eustache Lesueur pour l'hôtel Lambert entre 1647 et 1650 et actuellement conservé au Louvre. Les muses restent un sujet intéressant pour les artistes du XXe siècle.

### Latone
Mère de Diane et Apollon, fruits de ses amours avec Jupiter, Latone (Léto, en grec) fut persécutée par Junon, qui l'empêcha d'accoucher. Afin que la naissance des deux dieux puisse avoir lieu, elle se réfugia sur l'île de Délos, que Jupiter fixa et qui lui fut désormais dédiée. 
Dans les représentations antiques, on peut voir Latone aux côtés de ses enfants, ou les portant, encore petits dans ses bras (groupe de Praxitèle connu par des copies romaines comme celle du musée Torlonia, monnaies).
Une autre iconographie se développe, principalement à la période moderne, où Léto est représentée en train de transformer en batraciens, par l'intermédiaire de Jupiter, des paysans lyciens qui l'avaient empêchée de boire alors qu'elle s'enfuyait devant la colère de Junon. C'est notamment le thème d'un bassin au château de Versailles, et de toiles du Tintoret et l'Albane. Plus tard, une fontaine du château de la Ganja par René Frémin et Jean Thierry reprendra cette iconographie (1721-1738).

### Cérès
C'est aussi avec Jupiter que Cérès, déesse liée à l'agriculture, enfantera Proserpine. Cet amour est rarement représenté, mais celui lié à Proserpine et Pluton constituera un thème de choix lors de la période moderne.

## Amours avec des mortel(le)s
Jupiter connaît également de nombreuses amours avec des mortels et des mortelles, qui sont beaucoup plus souvent représentés que ses amours divines. 

### Europe

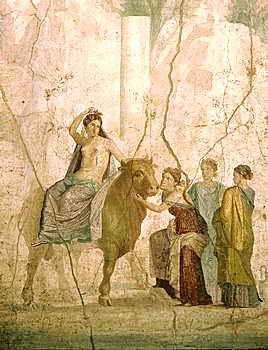
Europe sur le taureau, Pompéi, Ier siècle ap. J.-C.

Fille du roi de Tyr Agénor et de Téléphassa, Europe rencontre Jupiter alors que celui-ci s'est transformé en un magnifique taureau blanc. La jeune fille joue avec lui en le couronnant et le flattant, puis s'installe sur son dos. Le taureau  l'emporte alors au large, jusqu'en Crète, pour qu'elle y mette au monde trois enfants : Minos, Sarpédon et Rhadamanthe. 
Dans l'art antique, bien qu'il existe de nombreuses représentations de jeune femme assise sur un taureau, peu peuvent être rattachées avec certitude au mythe de l'enlèvement d'Europe. Ce mythe est en particulier représenté au temple de Sélinonte, sur une métope du début du VIe siècle av. J.-C., et dans une peinture pompéïenne où figure la jeune fille assise sur le taureau et entourée de ses suivantes.
Cette iconographie se poursuit durant le Moyen Âge, comme allégorie du triomphe de l'amour sur la chasteté, sans doute car elle est rattachée à une constellation. 

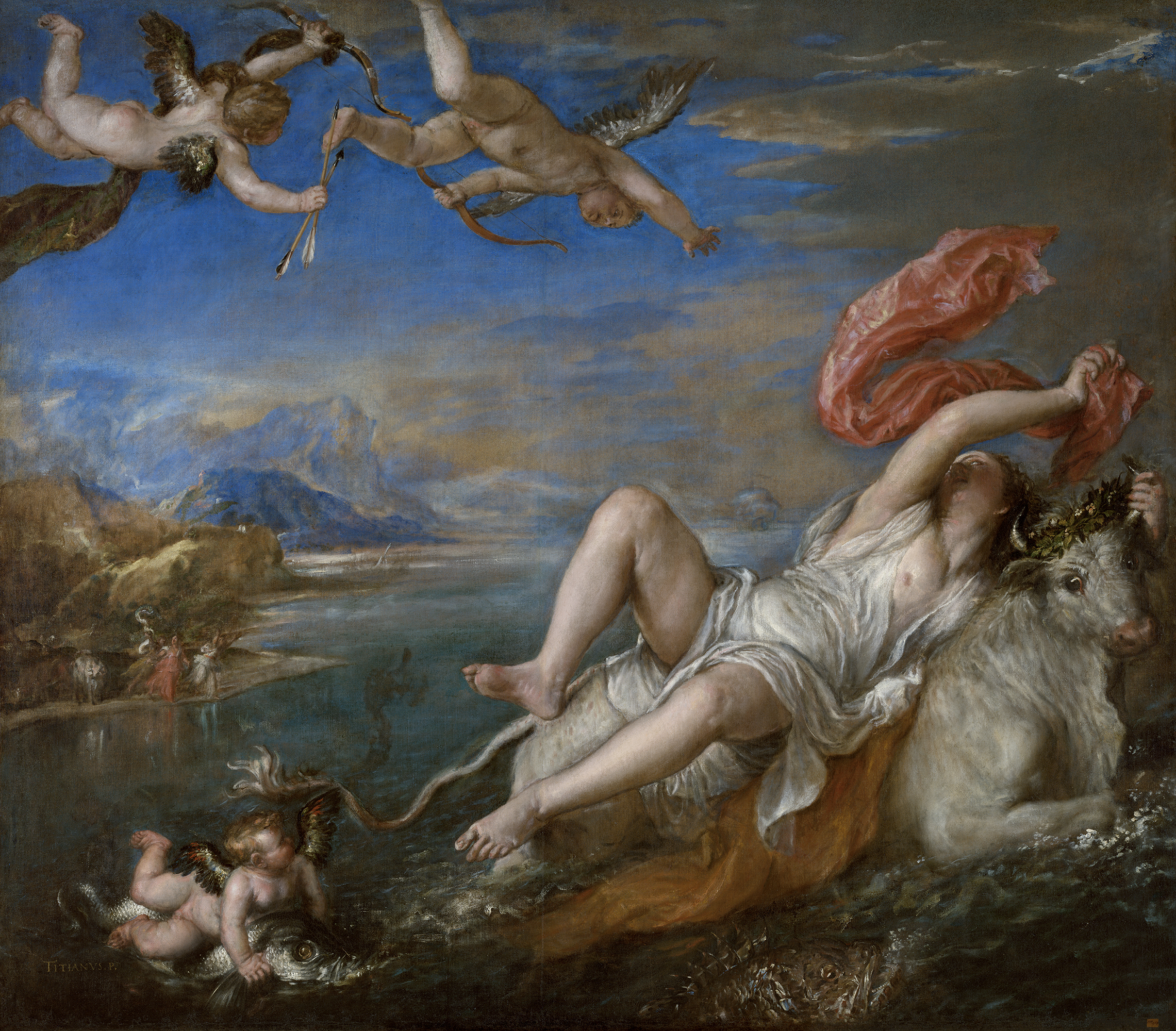
L'enlèvement d'Europe, Titien, 1562, musée de Boston

L'art moderne développe deux iconographies distinctes de ce thème : 
- Dans la première, Europe est en train de s'asseoir sur le dos du taureau, entourée de ses suivantes qui ornent les cornes de l'animal de couronnes de fleurs : c'est ainsi que l'a représenté Laurent de La Hyre en 1644 (Tableau au musée de Houston) ou encore François Boucher en 1747, cette image lui permettant de développer un parti-pris décoratif. On retrouve le même instant sur une tabatière de Carl Gustav Klingstedt.
- Est aussi représenté le moment de l'enlèvement, lorsque le taureau emporte au large la jeune fille. La plus célèbre représentation est sans doute celle du Titien (1562, musée Isabella Stewart-Gardner à Boston), traitée avec violence, mais des peintres comme Coypel (1er tiers du XVIIIe, musée de Philadelphie) ou Jean-Baptiste Marie Pierre (1750, musée de Dallas) privilégient un parti-pris décoratif très éloigné du Titien dans le même type de représentation.

Au XIXe siècle, Gustave Moreau et Ingres reprendront le thème.

### Léda
Reine de Sparte, Léda connaît un amour avec Jupiter alors que celui-ci est métamorphosé en cygne. Elle pondra un ou deux œufs (selon les traditions) desquels naîtront les Dioscures (Castor et Pollux) et deux filles, Hélène et Clytemnestre. 
Dans la céramique attique, on figure en général l'œuf, posé sur un autel, mais la sculpture antique représente les amours de Léda et du cygne sous deux types : 
- Léda, debout, ouvre son vêtement pour que le cygne vienne s'y blottir
- L'accouplement de la jeune femme, nue, avec un cygne de très grande taille.

La période moderne reprend ces deux types : 
- Le premier, où Léda est debout et serre contre elle le cygne, est peint pour la première fois par Léonard de Vinci, dans une composition perdue mais connue par de nombreuses copies (copie de la galerie Borghèse, dessins de Raphaël d'après Léonard), et compositions dérivées, comme celle d'Andrea del Sarto du musée des Beaux-Arts de Bruxelles. La sculpture, qui a rarement traité ce thème, préfère ce premier type, comme le montre le groupe de Jacques Sarazin du Metropolitan museum of art.

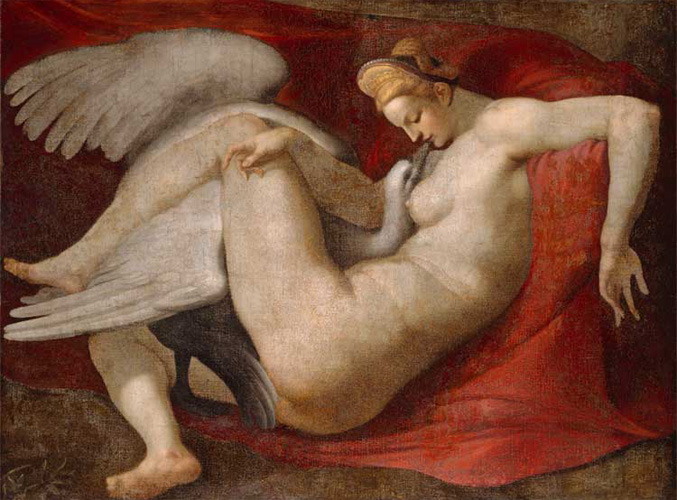
Léda et le cygne, copie d'après Michel-Ange

- C'est Michel-Ange (composition perdue mais connue par une copie du Rosso Fiorentino de la National Gallery de Londres, 1530 et des dessins du Louvre[1]) qui relance le second type, dans lequel Léda se trouve entre la position assise et la position allongée, le cygne se trouvant dans une position beaucoup plus érotique. Le long cou souple de l'animal permet de nombreuses variations, parfois libertine (bec qui se dirige vers les parties génitales de la jeune femme). Une tabatière de Carl Gustav Klingstedt reprend cette composition, et des sculpteurs du XIXe et du début du XXe comme Blair Hughes-Stanton (en), Bourdelle ou Brancusi ont également repris cette iconographie à leur manière.

Des représentations plus rares peuvent avoir cours à la période moderne : Natoire représente ainsi Léda et le cygne dans un ovale qui préfigure l'œuf que va pondre la jeune femme, tandis que chez François Boucher ou le sculpteur Clodion des personnes assistent à la scène. À Gênes est également conservée une sculpture de Francesco Maria Schiaffino montrant Castor et Pollux émergeant de l'œuf, avec un cygne au-dessus.

### Danaé

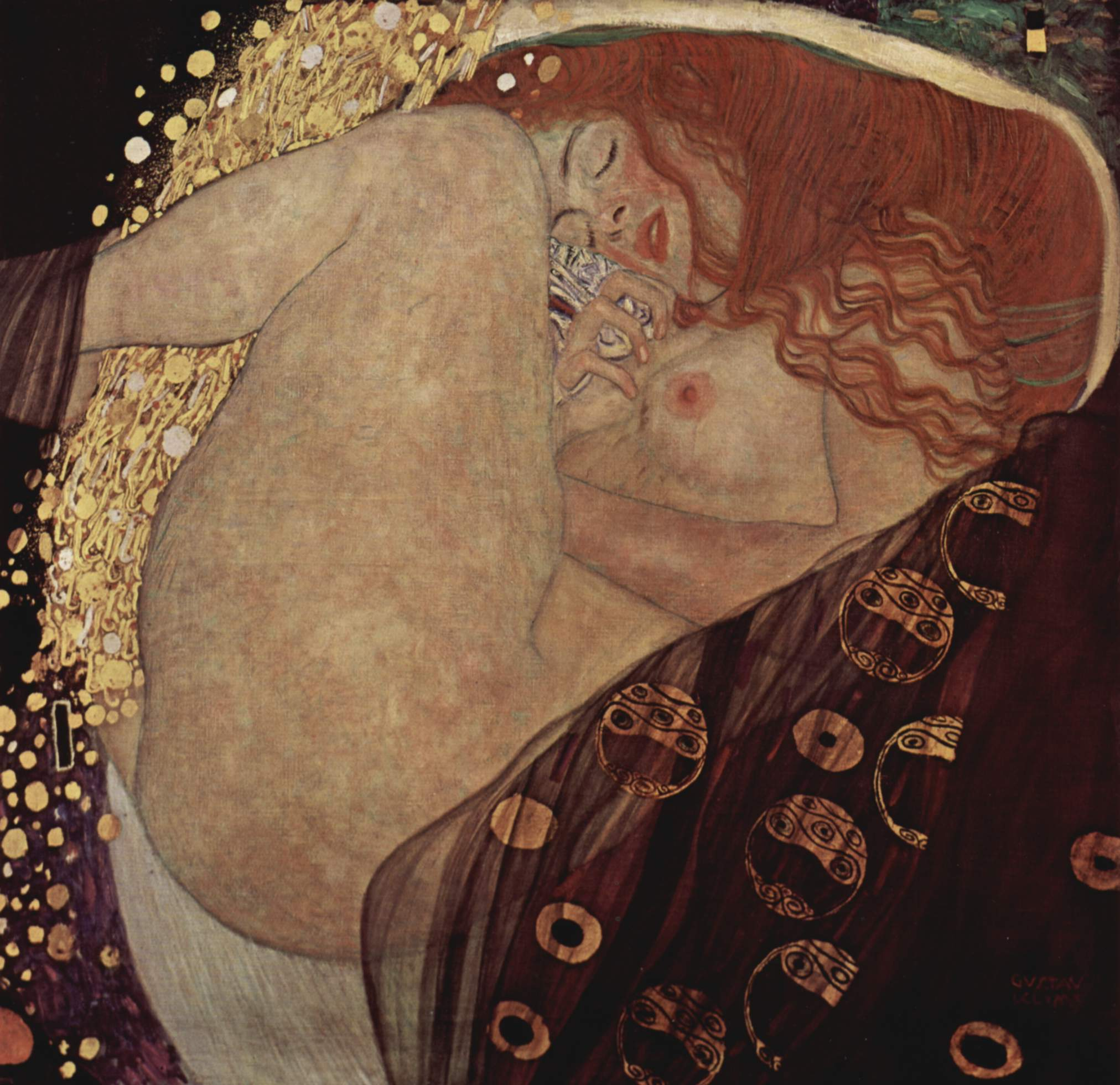
Danaé, Klimt, 1907

Le père de cette princesse légendaire, apprenant par un oracle que son petit-fils le tuerait, enferma Danaé dans une tour d'airain. Jupiter parvint cependant à la féconder en se transformant en pluie d'or et en passant par une fente. Cet amour donnera naissance au héros Persée. 
Dans l'Antiquité, ce thème est traité dans la céramique attique, où Danaé figure assise ou allongée, vêtue et recevant la pluie d'or, ouvrant parfois son vêtement pour mieux la recueillir. Dans la maison de G. Rufus à Pompéi, elle est assise, nue, à côté de Jupiter, tandis qu'un amour verse de l'or par une amphore. 
Au Moyen Âge, Danaé peut être considérée comme la Vierge, étant donné qu'elle conçoit sans époux : une toile de Mabuse de 1527 représente ainsi la jeune femme habillée de bleu, comme Marie. Toutefois, elle est plus souvent représentée comme une femme succombant à la tentation de l'or. 

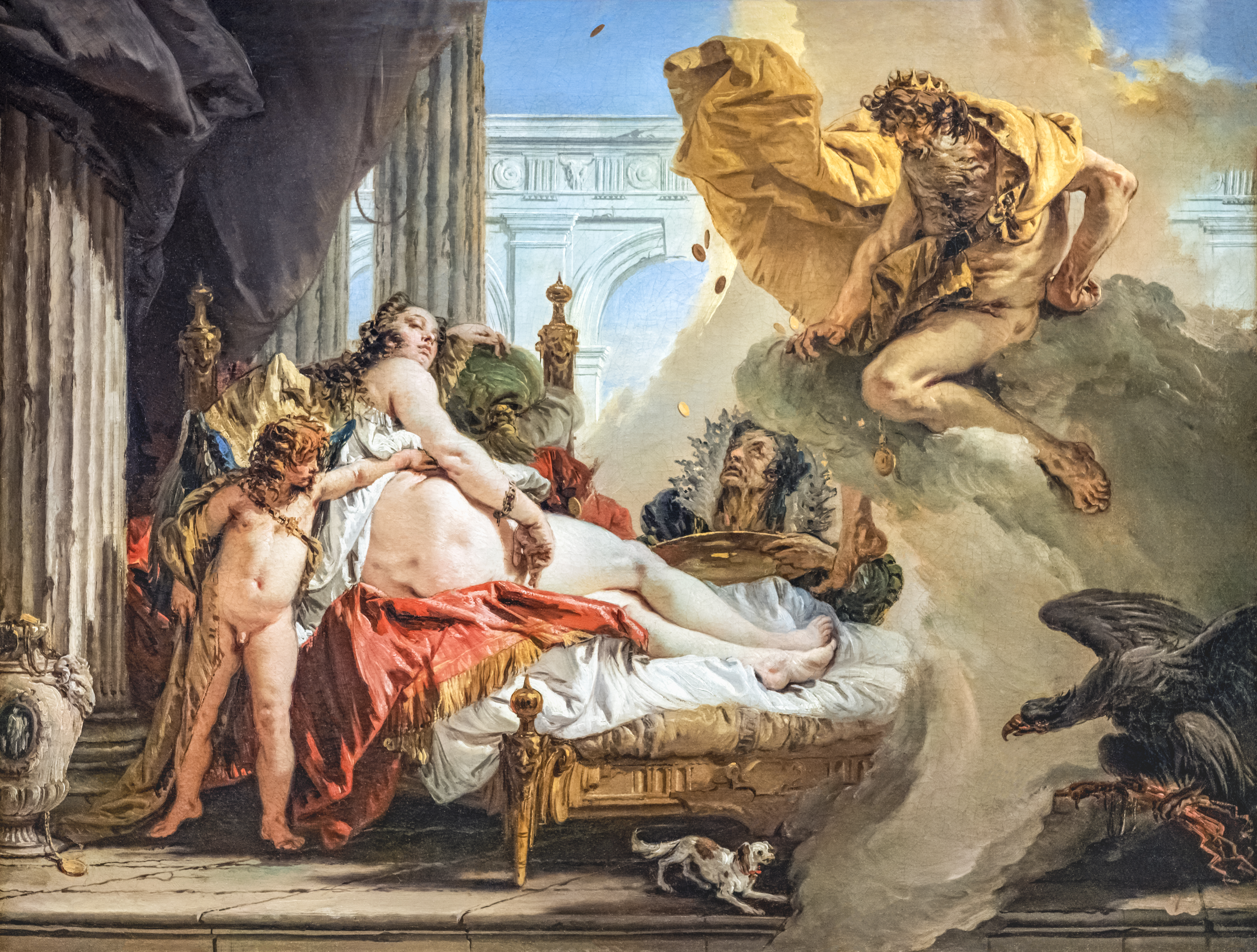
Jupiter et Danae, Tiepolo, 1736, Stockholm

Durant la période moderne, le mythe de Danaé a été un grand sujet d'inspiration pour des peintres, qui y voyaient une occasion de réaliser un nu féminin. Titien en a réalisé pas moins de quatre versions (Madrid (Prado), Saint-Pétersbourg (Ermitage), Naples (Capodimonte), Vienne (Kunsthistorisches Museum)), où Danaé est accompagnée soit d'une servante, qui récolte les pièces d'or, soit d'un amour. C'est ce second personnage qui a aussi été préféré par Le Corrège dans sa version de 1530-31 conservée à la galerie Borghèse, mais Tintoret a préféré la servante, plus présente, et qui aide au réalisme voulu par l'artiste (Danaé, musée des Beaux-Arts de Lyon). On peut encore citer la version de Natoire, fortement inspirée de Titien  et conservée au musée des Beaux-Arts de Troyes (835.10), et celle d'Adolf Ulrik Wertmüller, peinte à Paris en 1787 et qui fut le premier nu montré en Amérique. Dans cette toile, Danaé reprend le schéma de l'Ariane endormie.

### Antiope
Fille d'un dieu fleuve, à la fois mortelle et divine, Antiope est approchée par Jupiter lorsque celui-ci est métamorphosé en satyre. De cette union naîtront deux jumeaux, Amphion et Zethos. 
Si ce thème n'existe pas durant l'Antiquité, il connaît une certaine faveur aux temps moderne. Toutefois, cette  iconographie est assez malaisée à reconnaître, étant donné que les tableaux représentant un satyre et une nymphe sont légion : il faut donc un attribut spécifique à Jupiter (comme l'aigle ou le  foudre) pour identifier la scène. En général, Jupiter est placé derrière la nymphe qu'il veut surprendre, comme sur le tableau de Watteau du musée du Louvre daté de 1715-16. La représentation de Jupiter et Antiope permet aux artistes de montrer le désir sexuel sous une forme particulièrement bestiale, comme le font Titien en 1535-40 (Louvre) ou Rubens (1616-17, Buckingham palace de Londres).

### Io

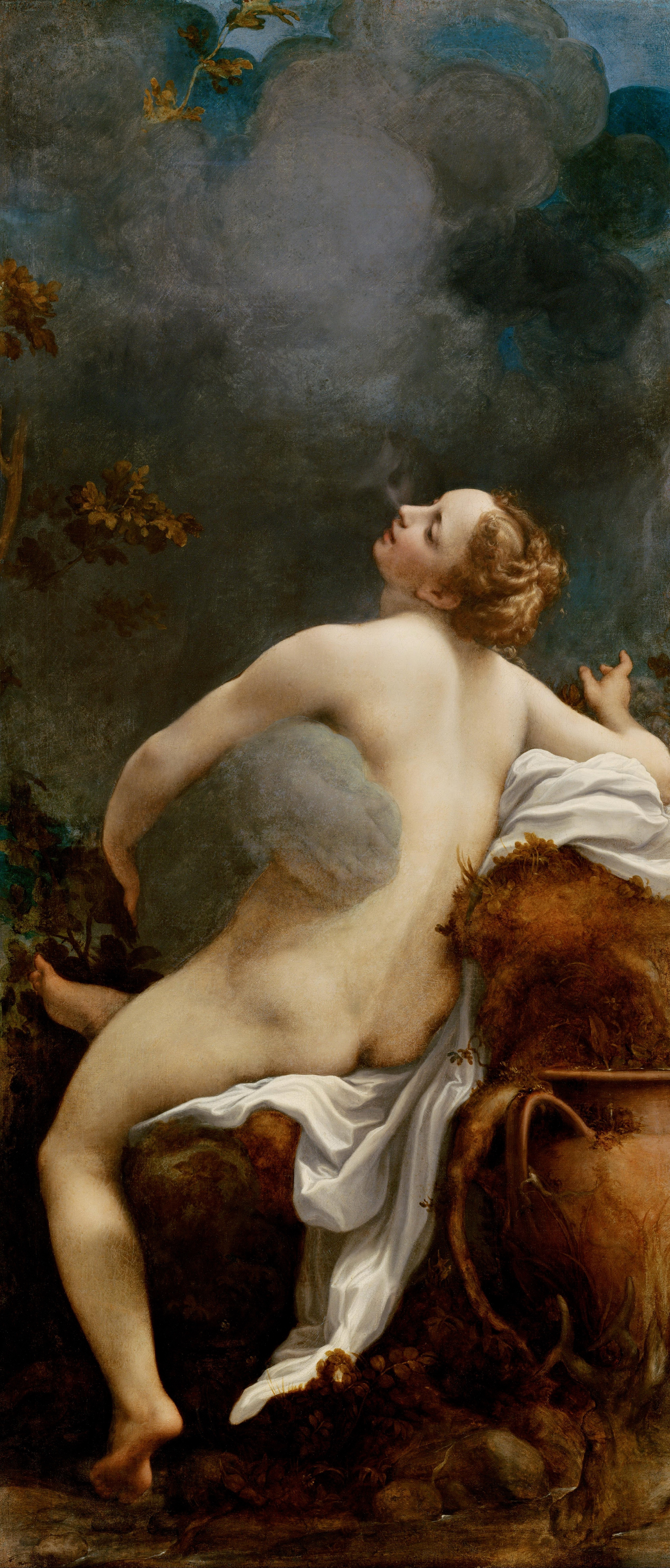
L'union de Jupiter et Io, Le Corrège, 1531, Vienne, Kunsthistorisches Museum

L'histoire de Io est particulièrement riche et complexe, et constitue un thème très apprécié des artistes. 
Cette fille d'un dieu fleuve rêva une nuit qu'il lui fallait se livrer à Jupiter, ce que confirma un oracle à son père. Elle s'unit donc au dieu, métamorphosé en nuée, qui la transforma peu après en génisse blanche pour la soustraire à la colère de Junon. Alors que la déesse tentait de la retrouver, Io retourna chez son père et ses sœurs, auprès desquels elle tenta en vain de se faire reconnaître. Mais Junon, ayant compris qui elle était, supplia Jupiter de lui donner la magnifique génisse, qu'elle confia à la garde du géant aux cent yeux, Argus. Sur un ordre de son père, Mercure parvint à délivrer Io du géant en l'endormant par sa musique pour pouvoir le tuer. La colère de Junon n'en était pas pour autant apaisée, et elle envoie un taon à la jeune fille, qui la piqua tant que celle-ci s'enfuit jusqu'en Égypte, où elle mit au monde la Libye. Reprenant forme humaine, elle fut alors assimilée à la déesse Isis.  
Dans l'Antiquité, on trouve, très schématiquement, trois grands types de représentations, qui correspondent à trois périodes différentes : 
- une génisse gardée par Argus dans les œuvres datant d'avant le Ve siècle av. J.-C.
- une femme avec des cornes au ? siècle av. J.-C.
- Une femme assise sur un rocher entre Jupiter et Mercure à Rome (maison de Livie, Ier siècle)

À la période moderne, de nombreux épisodes sont représentés. 
- L'union de Zeus et Io constitue l'un des tableaux de la série des amours des dieux peinte par Le Corrège en 1531. Actuellement au Kunsthistorisches Museum de Vienne, la scène représente Io assise, de dos, tandis qu'une nuée à visage humain l'enlace et l'embrasse. Natoire a représenté le même instant exactement deux siècles plus tard, mais d'une manière toute différente : le couple est assis sur un nuage, prolongé par une draperie qui cache la scène à Junon, que l'on aperçoit sur son char tiré de paons, dans le ciel. La future métamorphose est indiquée par la tête d'un bovin paissant au premier plan. Dans un tableau circulaire de Giovanni Battista Castiglione, conservé au musée des beaux-arts de Caen, on aperçoit le couple Jupiter-Junon dans le ciel, tandis qu'au-dessous est représentée la génisse. D'autres (Pieter Lastman, Andrea Schiavone) ont au contraire peint le couple Jupiter (sous une forme humaine) et Io découvert par Junon, sur son char dans le ciel.
- Les efforts de Io pour se faire reconnaître de sa famille ont été peints par Noël Hallé : la génisse, devant les yeux éberlués de son père et de ses sœurs, grave son nom sur le sol.
- La phase avec Argus est fréquemment représentée, par Jacob Jordaens (musée des Beaux-Arts de Lyon), Claude Lorrain (British Museum), Rubens (Dresde, Gemäldegalerie)… Selon les tableaux, Mercure est encore en train de jouer de la flûte pour endormir Argus, ou s'apprête à le tuer, comme dans la toile très réaliste de Velázquez (Prado). Rubens, quant à lui, a préféré constituer une sorte d'allégorie de la vue avec Junon posant les yeux d'Argus sur la queue du paon (musée de Cologne).

### Sémélé
Princesse Thébaine, fille de Cadmos et d'Harmonie, Sémélé connut un amour avec Jupiter qui la fit tomber enceinte. Cependant, Junon, jalouse, la persuada de demander au dieu de se révéler à elle dans toute sa splendeur. Jupiter ayant juré sur le Styx d'accomplir n'importe lequel de ses vœux, il fut contraint de se dévoiler, et Sémélé mourut immédiatement, foudroyée ; il parvint néanmoins, en le recueillant dans sa cuisse, à sauver son enfant, qui devint le dieu Bacchus. 
L'iconographie de cet épisode s'est évidemment focalisée sur la mort de la jeune princesse. Dans l'art antique, celle-ci est représentée couchée, tandis que Mercure emporte Bacchus. 
À la période moderne, le thème inspire assez peu les artistes, sans doute en raison de la complexité à représenter l'évènement. Les artistes y parviennent en dépeignant l'instant précédant juste la mort de Sémélé, alors que celle-ci attend son amant. On connaît en particulier sur ce thème une composition de Tintoret et une eau-forte de Primatice, conservée à l'école supérieure des Beaux-Arts à Paris. Sur cette dernière est figuré l'accouplement, alors qu'au loin on aperçoit un éclair menaçant. On peut également signaler un plat en majolique aux armes de Montmorency, conservé au British Museum, sur le même thème, ou encore un opéra de Georg Friedrich Haendel, Sémélé.

### Ganymède
L'amour entre le jeune berger Ganymède et Jupiter constitue le seul amour purement homosexuel du dieu. Il le consomme métamorphosé en aigle, avant d'emmener le jeune homme dans les airs pour en faire son échanson et remplacer à ce poste Hébé. 
La céramique attique ne comporte qu'une iconographie pour cet épisode : Ganymède servant Jupiter dans l'Olympe. Toutefois, dans la sculpture hellénistique et romaine apparaît le thème de l'aigle, auquel il sert à boire ou qui l'emporte.

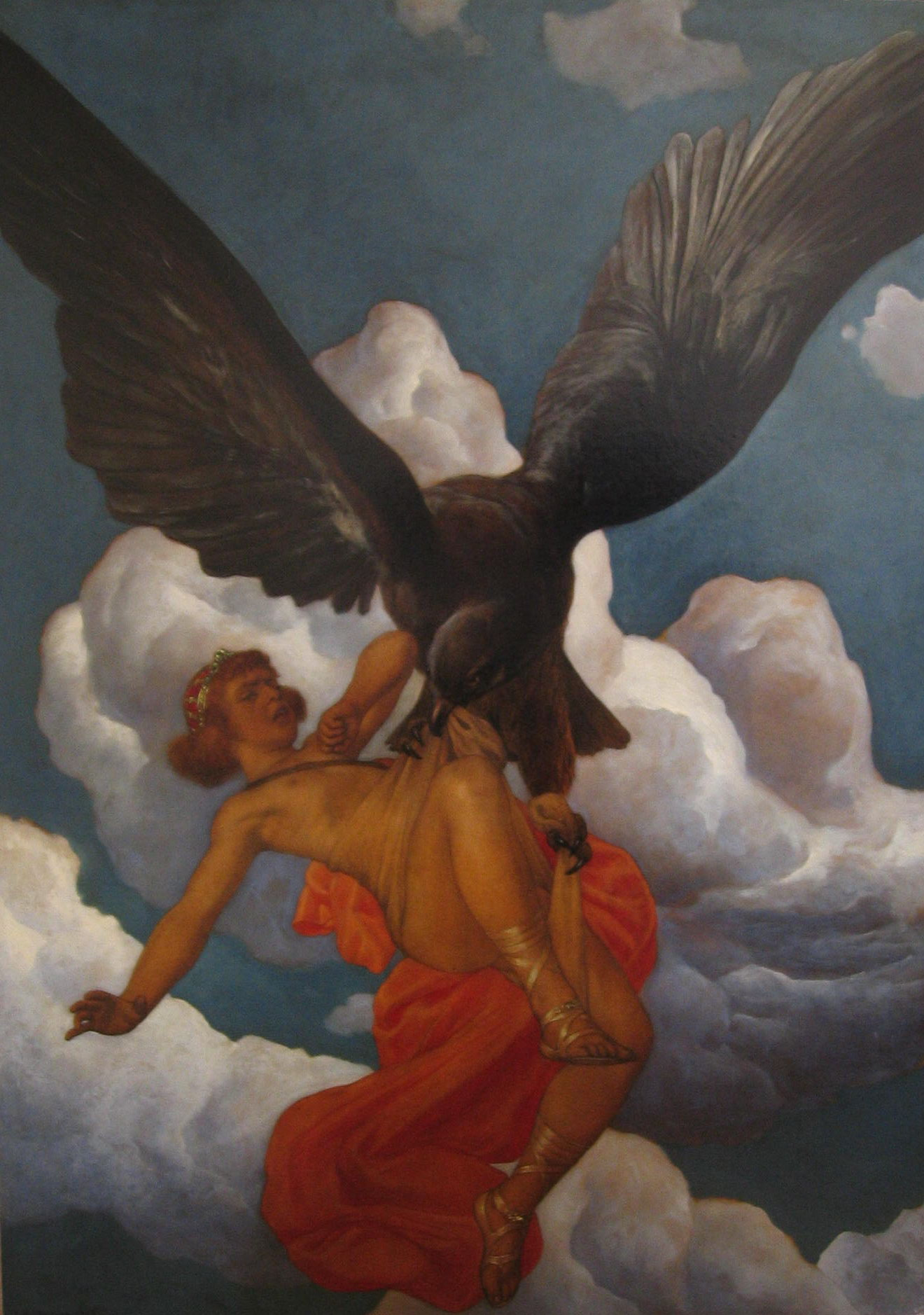
L'enlèvement de Ganymède, Christian Wilhelm Allers

L'épisode est fréquemment représenté par les artistes modernes aussi bien italiens, comme Le Corrège (Kunsthistorisches Museum, Vienne), Benvenuto Cellini (Florence, musée du Bargello), Annibal Carrache (galerie Farnèse), que nordiques, tels Rembrandt (Dresde, Gemäldegalerie), Rubens (Madrid, Prado) et français, ainsi que Le Sueur (cabinet des amours de l'hôtel Lambert) et Natoire, (musée des Beaux-Arts de Troyes), qui s'inspire de la composition de son compatriote. En général, les artistes aiment à représenter le moment de l'enlèvement, en insistant plus ou moins sur les connotations homosexuelles.

### Callisto
Fille du roi d'Arcadie, appartenant à la suite de Diane, Callisto fut approchée par Jupiter alors que celui-ci avait pris l'apparence de la chaste déesse. Callisto tomba enceinte, ce dont s'aperçut Diane lors d'un bain. Celle-ci chassa la nymphe, qui mit au monde son fils Arcas, cachée dans la forêt. Cependant, poursuivie aussi par la colère de Junon, elle se retrouva transformée en ourse et chassée par sa progéniture. Afin d'éviter le matricide, Jupiter transforma à son tour le fils en ours, et fit des deux plantigrades les constellations homonymes. 

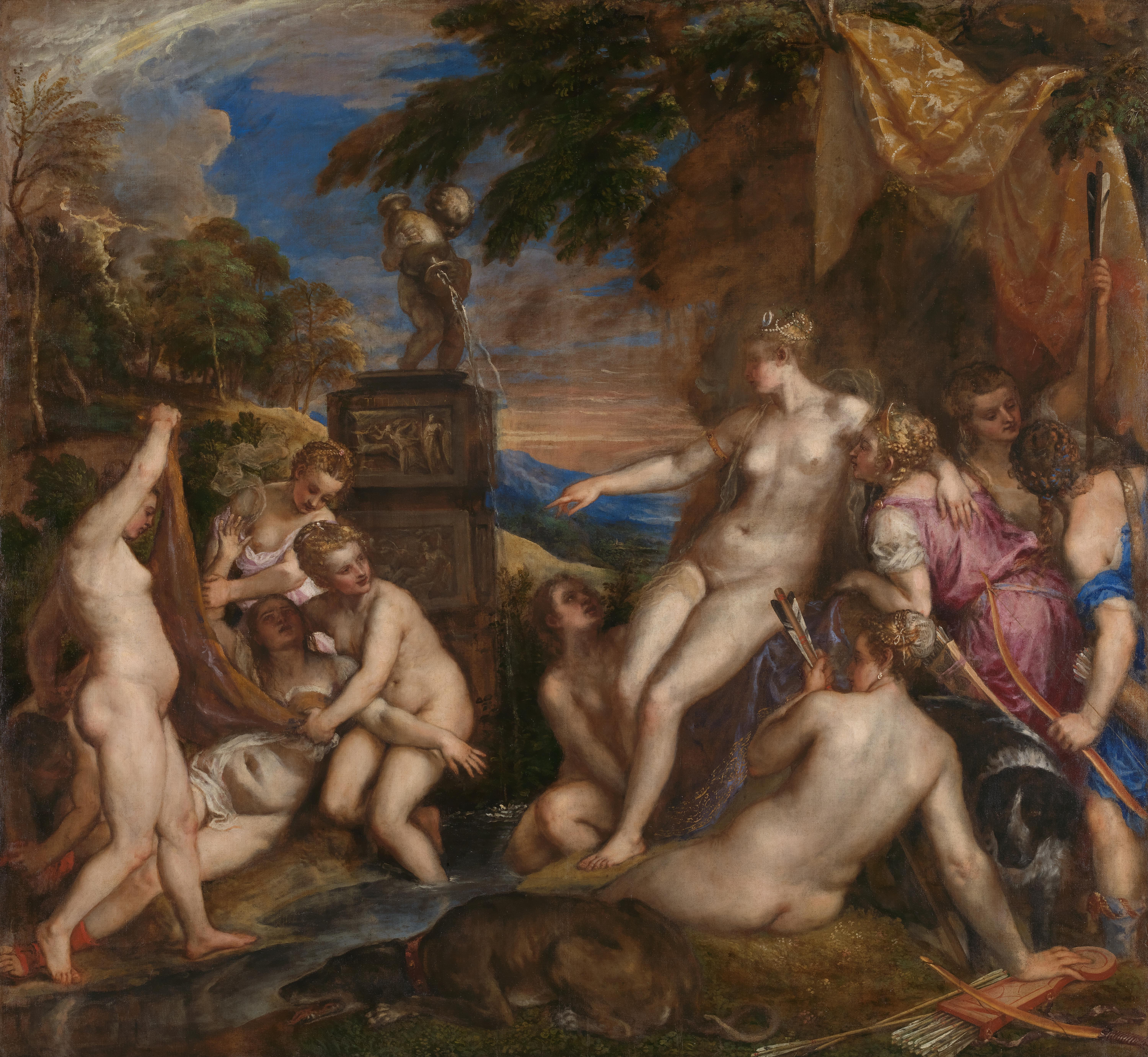
Diane découvrant la grossesse de Callisto, Titien, vers 1559, Galeries nationales d'Écosse

L'Antiquité fut assez peu inspirée par le thème de Callisto : la métamorphose de la nymphe est de temps à autre représentée, comme sur une œnochœ du musée Getty. Au contraire, les modernes s'emparèrent avec joie du thème. La rencontre entre Zeus et Callisto, prétexte à la réalisation de deux nus féminins, est ainsi représentée par Rubens (1613, musée d'État de Cassel) et François Boucher (1759, musée de Kansas City). Un aigle identifie systématiquement la déesse comme étant Jupiter, même si les artistes n'ont pas hésité à plonger dans le saphisme. Dans le tableau de Fragonard du musée d'Angers, un croissant de lune, attribut de Diane, forme comme une aura au couple.
La découverte de la grossesse de Callisto par Diane est aussi un moment privilégié représenté en peinture par Dosso Dossi en 1529 à la galerie Borghèse, ou plus tard par Carrache à la galerie Farnèse, Titien (1560, Kunsthistorisches Museum de Vienne) et Eustache Le Sueur. François Lemoyne, au début de XVIIIe siècle, représente un moment légèrement postérieur, avec d'un côté Diane, entourée de ses suivantes, et de l'autre Callisto en pleurs.